# مجزرة عائلة ملكة (19 نوفمبر 2023)
مجزرة عائلة ملكة (19 نوفمبر 2023) هي مجزرةٌ ارتكبها سلاح الجوّ الإسرائيلي حينما أغارَ على حي الزيتون في وسط مدينة غزة. وخلال يوم الأحد الموافق 19 نوفمبر 2023 قام سلاح الجو بشن سلسلة غارات على حي الزيتون، واستهدفت هذه الغارات منزل سكني يعيش به كافة أفراد عائلة ملكة. هذه المجزرة من ضمن عدة مجازر وقعت خلال عملية طوفان الأقصى. تسبّبت هذه المجزرة الإسرائيليّة والتي استهدفت بلدة القرارة إلى استشهاد أكثر من 40 شهيداً.

## خلفية الحدث
في ساعاتِ الصباح الأولى من يوم السابع من أكتوبر 2023 أطلقت حركة المقاومة الإسلامية حماس عبر ذراعها العسكري كتائب الشهيد عز الدين القسام عملية طوفان الأقصى وذلك ردًا على الاعتداءات الإسرائيلية وتدنيس الأقصى والاستمرار في الاستيطان، كما أكّد على ذلك محمد الضيف القائد العام للقسّام والذي أعطى إشارة انطلاق العمليّة التي شهدت اقتحامًا من المقاومين لمستوطنات غلاف غزة ونجحوا في قتلِ عدد كبيرٍ من الجنود الإسرائيلين، وأسر عشرات آخرين كما استطاعوا خلال ساعات قطع عشرات الكيلومترات ووصلوا لمستوطنات أبعد من تلك المحيطة والقريبة من قطاع غزة.
استمرَّت الاشتباكات بين الجيش الإسرائيلي وبين المقاومين في عديد من المستوطنات وعلى رأسها مستوطنة سديروت. الرد الإسرائيلي على هذه العمليّة جاء من خلال شنّ سلاح الجو الإسرائيلي عشرات الغارات العشوائيّة على القطاع متسبّبة في مقتل عشرات المدنيين وتدمير البنية التحتية لمدن القطاع، ليصل حد فرض إغلاق شامل وقطع متعمد لكل الخدمات من ماء وكهرباء وغاز، وهو ما هدَّد حياة أكثر من مليونَي فلسطيني يعيشُ داخل القطاع الذي يُعاني أصلًا من تبعات الحصار الخانق عليهم منذ ستة عشر عاماً.
وفي مساء يوم 27 أكتوبر/تشرين الأول، أعلن جيش الاحتلال الإسرائيلي بدء الهجوم بري على قطاع غزة من خلال بدء التوغل في بلدة بيت حانون ومخيم البريج. حدث الهجوم وسط سلسلة من الغارات الجوية الإسرائيلية واسعة النطاق التي أدت إلى قطع الاتصالات المتنقلة والوصول إلى الإنترنت في غزة.

## الضحايا
1. كمال مصطفى ملكة
2. جمال مصطفى  ملكة
3. عبد الفتاح مصطفى ملكة
4. ختام مصطفى  ملكة
5. عبد الله جمال ملكة
6. مريم عبد الله ملكة
7. ليندا عبد الله ملكة
8. سارة عبد الله ملكة
9. بتول عبد الله ملكة
10. ريما عبدالله ملكة
11. وردة صلاح ملكة
12. ختام احمد ارحيم (ملكة)
13. بشرى فايز دلول(ملكة)
14. غادة احمد ابو سرية (ملكة)
15. شيماء جبر ابو سرية (ملكة)
16. ندى جمال ملكة
17. بيسان جمال ملكة
18. خالد مصطفى ملكة
19. كفاح جمال ملكة
20. رائد عبد الفتاح ملكة
21. عبد الفتاح رائد ملكة
22. معتز رائد ملكة
23. سوار رائد ملكة
24. شيرين ماجد ملكة
25. وائل ماجد ملكة
26. سامر ماجد ملكة
27. ميرنا ماجد ملكة
28. صفا حازم ملكة
29. حمزة حازم ملكة
30. جمال نضال ملكة
31. محمد نضال ملكة
32. مهند محفوظ ملكة
33. صفا محفوظ ملكة
34. محفوظ حمدي ملكة
35. جنى محمد ملكة
36. مالك محمد ملكة
37. مصطفى محمد ملكة
38. شام زكريا ملكة
39. محمد عبد الكريم ملكة
40. يوسف امير ملكة